# Río Guadarramilla
Río Guadarramilla är ett vattendrag i Spanien.   Det ligger i provinsen Province of Córdoba och regionen Andalusien, i den centrala delen av landet, 240 km sydväst om huvudstaden Madrid.